# Chris Morel
Christiaan "Chris" Morel (2 november 1945 – 26 mei 2025) was een Belgisch ondernemer.

## Biografie
Afkomstig uit Poperinge, studeerde Morel in 1968 in Antwerpen (UFSIA) af als licentiaat in de handels- en consulaire wetenschappen en startte zijn loopbaan bij de toenmalige Bank van Parijs en de Nederlanden in Antwerpen als beschermeling van Fernand Nédée. Hij was topmanager en ook politicus voor de CVP en voor N-VA. Hij kwam voor N-VA op als lijstduwer bij de Antwerpse gemeenteraadsverkiezingen van 2012. Na de verkiezingen werd hij OCMW-ondervoorzitter.
Hij was topman bij Alcatel en had veel internationale ervaring als zakenman, vooral met China. Hij is ereburger van de Chinese grootsteden Shanghai en Peking. Hij woonde in Merksem, waar hij lang OCMW-voorzitter was, en was gehuwd met Myriam Van Loon. Ze waren de ouders van Marie-Rose Morel (1972-2011) en Chris Morel Jr. (1978-2013). Door een zenuwziekte in zijn rechterbeen zat hij sinds 2003 in een rolstoel. Hij overleed in 2025.